# وزرة (هندسية معمارية)

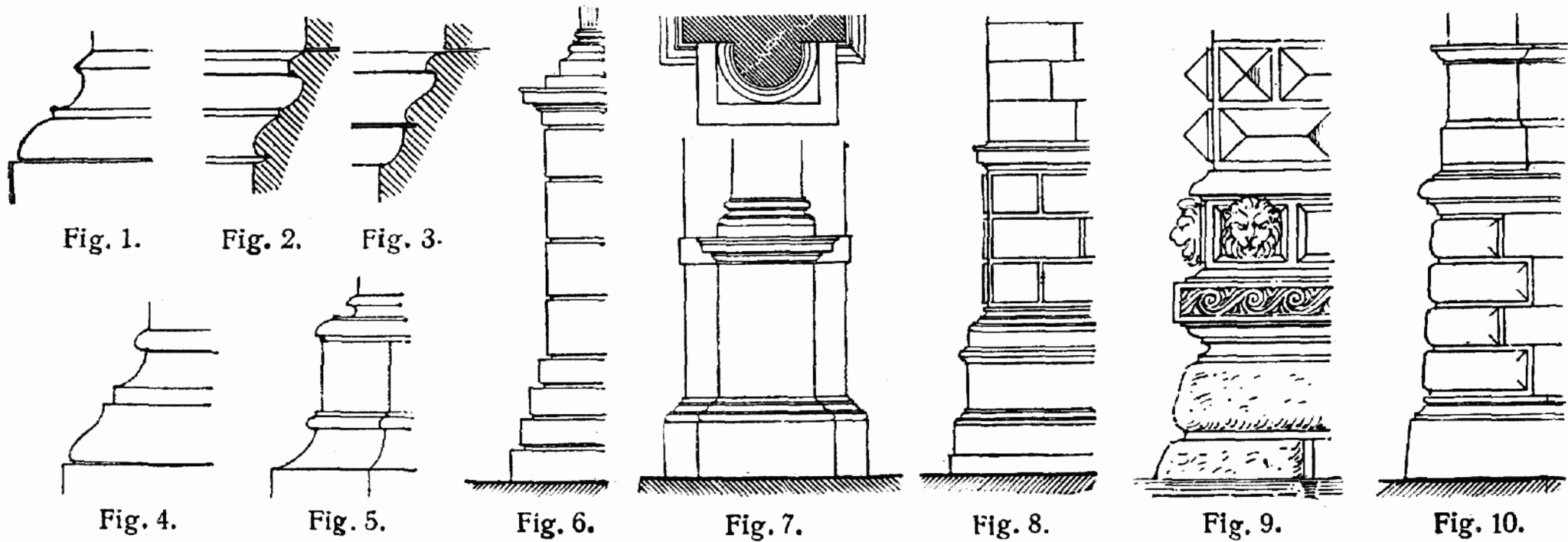
وزرة معمارية

الحِذاء أو وزرة  فن هندسي، وهو كساء من الرخام أو غيره، يُزَخرَف بالرسوم أو النقوش ويغطي أسفل الجدارن. أُزِرَت جدران مساجد ومدارس دولة المماليك وفرشت أرضها بالرخام. يقال جداران لها وِزْرَة انا احب يويو وتسمى بالانكليزي wall dado